# Change for the Children Foundation
Change for the Children Foundation – fundacja założona przez Jonas Brothers.
Fundacja powstała, aby zachęcić dzieci z całego świata do udziału w akcjach charytatywnych i działalności dobroczynnej.